# Edward James Burns
Edward James Burns (ur. 7 października 1957 w Pittsburghu, Pensylwania) – amerykański duchowny katolicki, w latach 2006–2017 biskup Juneau na Alasce, od 2017 biskup Dallas.

## Życiorys
Ukończył St. Paul Seminary w rodzinnym mieście. Uzyskał również dyplomy z filozofii i socjologii na Duquesne University. 25 czerwca 1983 otrzymał święcenia kapłańskie. Udzielił ich biskup Vincent Martin Leonard. Przez wiele kolejnych lat pracę duszpasterską dzielił z obowiązkami na swej alma mater (St. Paul Seminary), gdzie był wicerektorem, dziekanem studiów, ojcem duchownym i ostatecznie od 2008 rektorem tegoż seminarium. Mianowany wówczas także dyrektorem ds. powołań diecezji Pittsburgh. Wcześniej funkcję taką pełnił na arenie ogólnokrajowej, gdyż zasiadał jako dyrektor w Sekretariacie ds. Powołań Konferencji Biskupów Amerykańskich (lata 1999-2008). W czerwcu 2006 otrzymał tytuł kapelana Jego Świątobliwości.
19 stycznia 2009 otrzymał nominację na ordynariusza diecezji Juneau na Alasce, jednej z najmniejszych diecezji w USA (pod względem liczby wiernych i kapłanów). Sakry udzielił mu biskup jego rodzinnej diecezji David Allen Zubik. Ingres miał miejsce 2 kwietnia 2009.
13 grudnia 2016 został mianowany biskupem Dallas. Kanoniczne objęcie diecezji odbyło się 9 lutego 2017.